# فيليكس ويبر (لاعب كرة قدم)
فيليكس ويبر (بالألمانية: Felix Weber)‏ هو لاعب كرة قدم ألماني، ولد في 18 يناير 1995 في ألمانيا. لعب مع ميونخ 1860.

## وصلات خارجية
- فيليكس ويبر على موقع قاعدة بيانات كرة القدم.إي يو (الإنجليزية)
- فيليكس ويبر على موقع عالم كرة القدم.نت (الإنجليزية)